# 尖齿狗舌草
尖齿狗舌草（学名：Tephroseris subdentata）为菊科狗舌草属的植物。分布于俄罗斯、朝鲜以及中国大陆的内蒙古、河北、吉林、辽宁、青海、黑龙江等地，生长于海拔340米至1,100米的地区，见于潮湿草地和阴湿处，目前尚未由人工引种栽培。

## 异名
- Senecio subdentatus (Bunge) Ledeb.